# Seat Altea

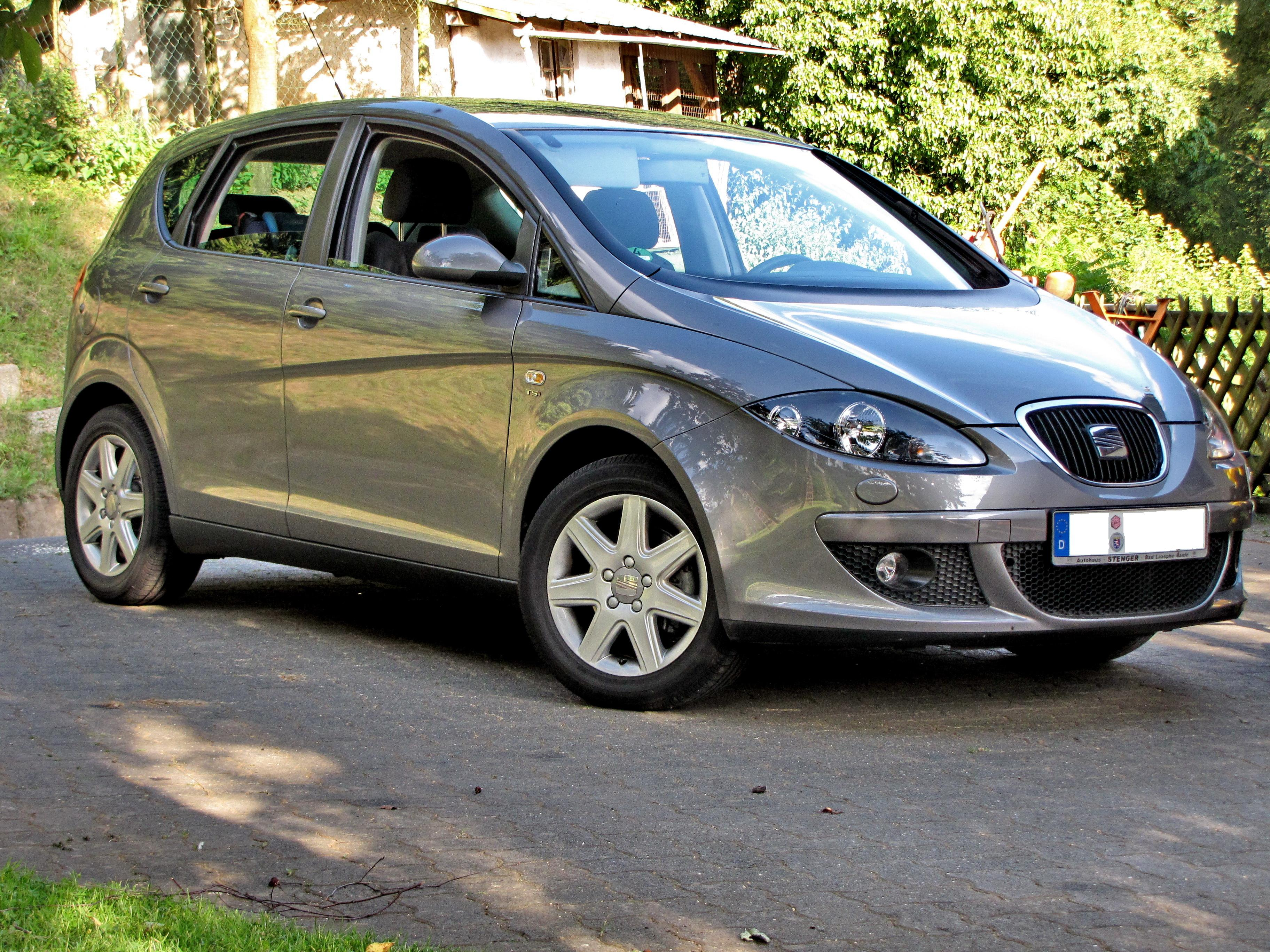
Seat Altea 1,4 TSI Stylance

SEAT Altea är en högbyggd mini-MPV/halvkombi som byggs på samma bottenplatta som exempelvis Volkswagen Golf. Modellen introducerades 2004 och hade ingen egentlig föregångare inom företaget. Designen, som samma år fick utmärkelsen Världens vackraste bil, stod Walter de'Silva för. Altea erbjuds med 10 motorer, uppdelade i utrustningsgraderna Essence, Reference, Reference Sport, Stylance, Sport och Fórmula Racing. Den fick högsta betyg, fem stjärnor, i EuroNCAPs krocktest.

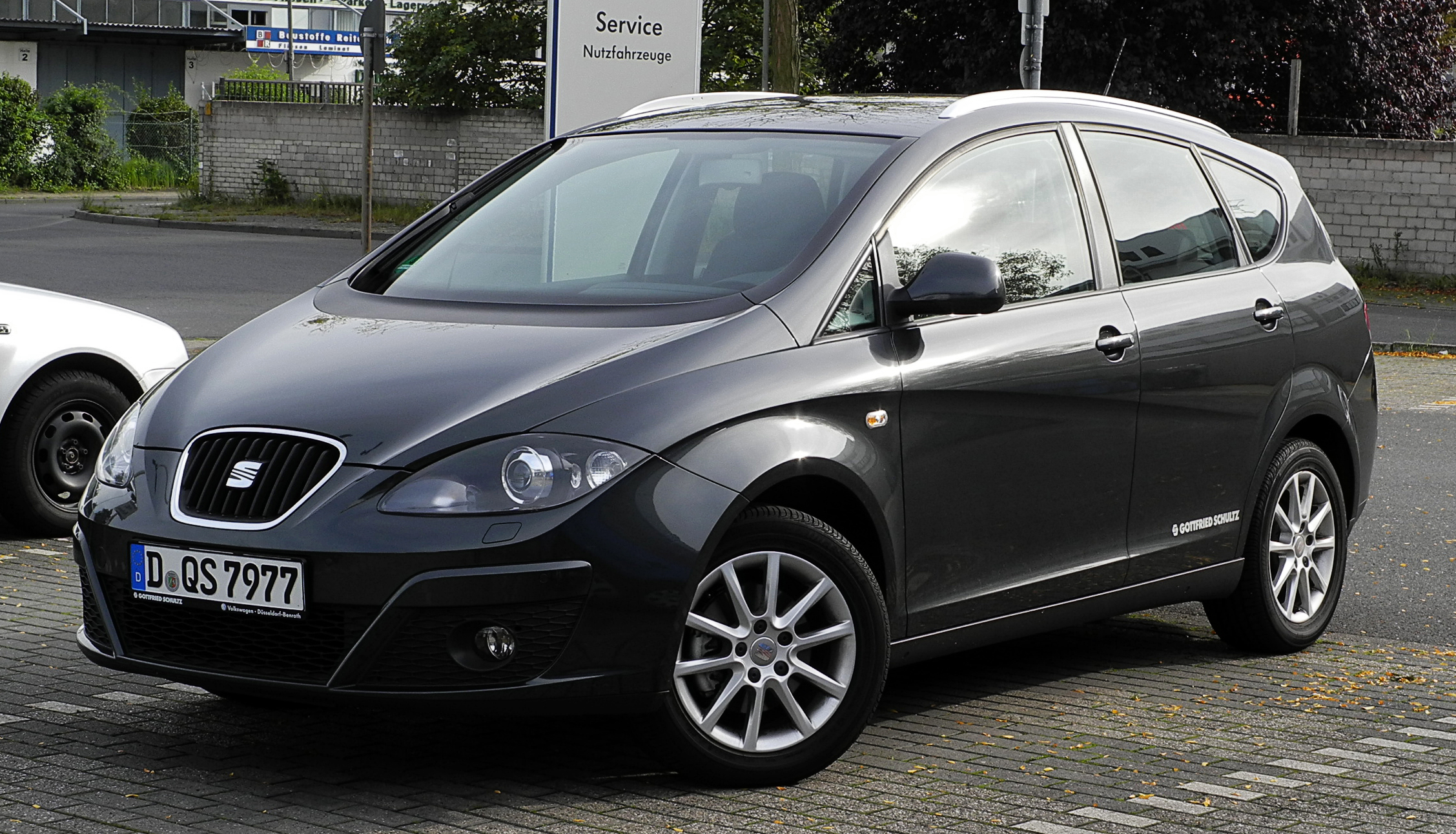
Seat Altea XL Kombi 1.6 TDI Style (Facelift)

Under våren 2007 tillkom också en kombimodell av Altea, kallad XL. Altea gennomgick en ansiktslyftning under sommaren 2009.

## Motoralternativ
| Modell    | Årsmodell | Motor                             | Cylindervolym | Effekt   | Vridmoment | Bränslesystem            |
| --------- | --------- | --------------------------------- | ------------- | -------- | ---------- | ------------------------ |
| 1.2 TSI   | 2011-     | 4-cyl radmotor SOHC 8V            | 1197 cm³      | 105 hk   | 175 Nm     | Direktinsprutning, turbo |
| 1.4*¹     | 2006-     | 4-cyl radmotor DOHC 16V           | 1390 cm³      | 86 hk    | 132 Nm     | Bränsleinsprutning       |
| 1.4 TSI*¹ | 2008-     | 4-cyl radmotor DOHC 16V           | 1390 cm³      | 125 hk   | 200 Nm     | Direktinsprutning, turbo |
| 1.6       | 2005-     | 4-cyl radmotor SOHC 8V            | 1595 cm³      | 102 hk   | 148 Nm     | Bränsleinsprutning       |
| 1.8 TSI   | 2008-     | 4-cyl radmotor DOHC 16V           | 1798 cm³      | 160 hk   | 250 Nm     | Direktinsprutning, turbo |
| 2.0 FSI*¹ | 2005-2009 | 4-cyl radmotor DOHC 16V           | 1984 cm³      | 150 hk   | 200 Nm     | Direktinsprutning        |
| 2.0 TFSI  | 2006-2009 | 4-cyl radmotor DOHC 16V           | 1984 cm³      | 200 hk   | 280 Nm     | Direktinsprutning, turbo |
| 1.6 TDI   | 2011-     | 4-cyl radmotor DOHC 16V           | 1598 cm³      | 90 hk    | 230 Nm     | Turbodiesel commonrail   |
| 1.6 TDI   | 2010-     | 4-cyl radmotor DOHC 16V           | 1598 cm³      | 105 hk   | 250 Nm     | Turbodiesel commonrail   |
| 1.9 TDI   | 2005-2009 | 4-cyl radmotor SOHC 8V            | 1896 cm³      | 105 hk   | 250 Nm     | Turbodiesel              |
| 2.0 TDI   | 2005-2010 | 4-cyl radmotor DOHC 16V/SOHC 8V*² | 1968 cm³      | 140*³ hk | 320 Nm     | Turbodiesel              |
| 2.0 TDI   | 2011-     | 4-cyl radmotor DOHC 16V           | 1968 cm³      | 140 hk   | 320 Nm     | Turbodiesel commonrail   |
| 2.0 TDI*¹ | 2006-2009 | 4-cyl radmotor DOHC 16V           | 1968 cm³      | 170 hk   | 350 Nm     | Turbodiesel              |
| 2.0 TDI*¹ | 2010-     | 4-cyl radmotor DOHC 16V           | 1968 cm³      | 170 hk   | 350 Nm     | Turbodiesel              |

*¹ Ej Sverige.
*² Med partikelfilter.
*³ För vissa exportmarknader 136 i stället för 140 hk.